# DJ Jazzy Jeff
DJ Jazzy Jeff, pseudonimo di Jeffrey Allen Townes (Filadelfia, 22 gennaio 1965), è un disc jockey e beatmaker statunitense, prevalentemente impegnato in produzioni hip hop/R&B.
È inoltre conosciuto perché all'inizio della carriera formava con Will Smith il duo DJ Jazzy Jeff & the Fresh Prince e perché ha recitato con lui, nel ruolo di Jazz, nella serie Willy, il principe di Bel-Air.
DJ Jazzy Jeff non è da confondere con Jazzy Jeff del gruppo hip hop Funky Four Plus One.

## Biografia
Assieme a Smith, Jazzy è arrivato a diversi dischi di platino alla fine degli anni 1980 e all'inizio degli anni 1990, raggiungendo anche il primo rap Grammy nel 1989 per Parents Just Don't Understand. Quando Will Smith passò alla carriera televisiva con la sit-com Willy, il principe di Bel-Air, Jazzy Jeff interpretò la parte di "Jazz", amico di Smith un po' tonto.
Dopo la fine del duo DJ Jazzy Jeff & the Fresh Prince, Townes è diventato un importante produttore R&B, soul e neo soul, costituendo a Philadelphia la A Touch of Jazz, compagnia di produzione. Tra gli artisti che Jazzy Jeff ha contribuito a lanciare, ci sono Jill Scott e Musiq.
Nel 2004 l'etichetta Defected lo vuole per firmare un capitolo della prestigiosa serie di compilation "...in Da House" uscito sulla sublabel Soul Heaven. "Jazzy Jeff In Da House" si affianca alle raccolte delle grandi leggende della musica club, come Louie Vega, Dimitri from Paris, Miguel Migs, Kerri Chandler, Osunlade, Dj Spen e tanti altri. Il 2 luglio 2005 DJ Jazzy Jeff si è esibito con Will Smith al Live 8 di Philadelphia.

## Discografia parziale

### Lavori da solista come DJ Jazzy Jeff
- One cut in Battle of DJs
- The Magnificent (2002)
- "Soulheaven Presents Jazzy Jeff In the House" (2004)
- "The Soul Mixtape" Groovin' Records USA (2005)
- "Hip-Hop Forever II" Rapster Records (2004)
- "The Return Of The Magnificent" BBE Music (2006)

### Come DJ Jazzy Jeff & the Fresh Prince
- Rock the House (1987)
- He's the DJ, I'm the Rapper (1988)
- And in this Corner... (1989)
- Homebase (1991)
- Code Red (1993)
- Greatest Hits (1998) (incluso materiale solista di Will Smith)